# Frederik Backaert
Frederik Backaert (* 13. März 1990 in Gent) ist ein ehemaliger belgischer Radrennfahrer.

## Karriere
Backaert fuhr zum Ende der Saison 2012 für das Professional Continental Team als Landbouwkrediet-Euphony als Stagiaire erhielt jedoch keinen regulären Vertrag für das folgende Jahr. Zur Saison 2014 schloss er sich der Mannschaft Wanty-Groupe Gobert an. In seinem zweiten Jahr bei diesem Team belegte er bei zwei Etappenrennen der hors categorie vordere Plätze in der Gesamtwertung: Er wurde Vierter der Vier Tage von Dünkirchen und Zehnter der Belgien-Rundfahrt. Auf der Abschlussetappe der Österreich-Rundfahrt 2016 gelang ihm sein einziger Sieg in einem Rennen des internationalen Kalenders. Seine erste Grand Tour bestritt er mit der Tour de France 2017 und beendete diese Rundfahrt als 132, bei der Tour de France 2019 belegte er den 120. Platz.
Zur Saison 2020 wechselte Backaert zum Team B&B Hotels-KTM. Im Verlauf der COVID-19-Pandemie verlor er jedoch zunehmend die Freude am Radsport. Nach der Saison 2021 beendete er im Alter von 31 Jahren seine Karriere als Radrennfahrer, um danach im landwirtschaftlichen Betrieb seiner Eltern mitzuhelfen.

## Erfolge
2016
- eine Etappe Österreich-Rundfahrt

## Grand-Tour-Platzierungen
| Grand Tour            | 2017 | 2018 | 2019 |
| --------------------- | ---- | ---- | ---- |
| Giro d’ItaliaGiro     | –    | –    | –    |
| Tour de FranceTour    | 132  | –    | 120  |
| Vuelta a EspañaVuelta | –    | –    | –    |